# Conversano
Conversano es una localidad italiana de la provincia de Bari, región de Puglia, con 25.181 habitantes.

## Monumentos y lugares de interés

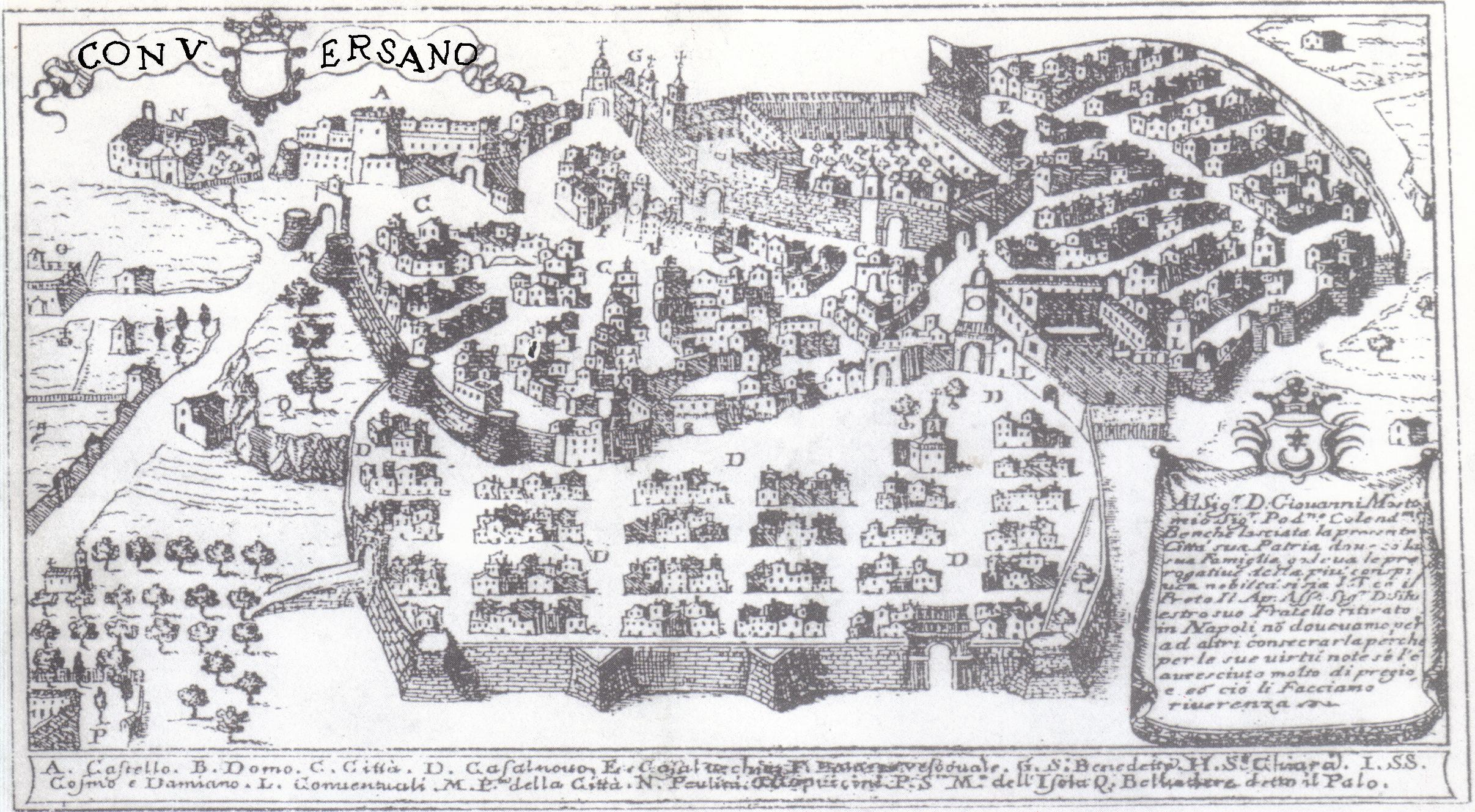
Conversaron a finales del.

- Murallas megalíticas (Mura megalitiche)
- Catedral de Conversano (Cattedrale Basilica Santa Maria Assunta in Cielo)
- Castillo de Conversano (Castello Conti Acquaviva D'Aragona)
- Monasterio de San Benito (Monastero di San Benedetto)
- Iglesia de Santa Catalina de Alejandría (Chiesa di Santa Caterina d'Alessandria)
- Iglesia de los Santos Cosme y Damián (Chiesa dei Santi Cosma e Damiano)

## Evolución demográfica
| Gráfica de evolución demográfica de Conversano entre 1861 y 2001 |
|                                                                  |
| Fuente ISTAT - elaboración gráfica de Wikipedia                  |